# 平田圭子
平田 圭子（ひらた けいこ、1943年 - ）は、教育評論家。神奈川県生まれ。東京大学教養学部アメリカ科卒業。フリーランスのジャーナリスト。育児・保育・教育・母親問題をリポートしつづけてきた。

## 著書
- 『PTAほほえみ発見記 共働きお母さん会長・笑いと涙の七〇〇日』あいわ出版　1983
- 『二学期にくまれ魔法使い』山中冬児絵　偕成社　新・子どもの文学　1986
- 『一学期いちばん魔法使い』山中冬児絵　偕成社　新・子どもの文学　1987
- 『三学期さかだち魔法使い』山中冬児絵　偕成社　新・子どもの文学　1987
- 『ふざけんぼママおこりんぼママ』国土社　1987
- 『ワーキングマザー 子どもがいてしごとをして私がいる』国土社　1993
- 『生き方ジグザグ子育てでこぼこ お母さん本音トーク 人生と子育てに悩むすべてのお母さんに贈ります』草土文化　1995
- 『専業マザー・迷いにさよなら』あすなろ書房　1995
- 『やっぱり子どもっていいナ 自分らしく子どもを愛するために』企画室 1996
- 『ワーキングマザーてんやわんや いまどきの家庭・子ども』全国社会福祉協議会　1996
- 『ああしてこうして しつけの秘密』毎日新聞社　1997
- 『ふだん着の子育て 子どもと一緒に成長したい』あすなろ書房　1997

### 共著
- 『初めての一年生 親へのアドバイス』品川孝子共著　あすなろ書房　1976
- 『幼稚園教師になるには』森上史朗共著　ぺりかん社・なるにはbooks　1985

### 翻訳
- フィッツ・ジェームズ・ダドソン『ダドソン博士の子育て百科』あすなろ書房　1996

## 参考
- [ISBN 978-4-337-50414-1]